# Benzdorp
Benzdorp este un oraș din districtul Sipaliwini, Surinam.